# Maianthemum amoenum
Maianthemum amoenum är en sparrisväxtart som först beskrevs av Heinrich Ludolph Wendland, och fick sitt nu gällande namn av Lafrankie. Maianthemum amoenum ingår i släktet ekorrbärssläktet, och familjen sparrisväxter. Inga underarter finns listade i Catalogue of Life.